# Ove Fahlén
Per Ove Fahlén, född 6 oktober 1939 i Sollefteå församling i Västernorrlands län, är en svensk militär.
Fahlén avlade officersexamen vid Krigsskolan 1966 och utnämndes samma år till fänrik. Han befordrades 1972 till kapten vid Norrlands artilleriregemente. Han studerades 1975 vid Militärhögskolan. Åren 1975–1978 gjorde han stabstjänst och befordrades 1977 till major. Han var detaljchef vid Arméstaben 1978–1982. Han befordrades 1982 till överstelöjtnant och var avdelningschef vid Försvarsstaben 1982–1985 samt bataljonschef vid Norrlands artilleriregemente 1985–1988. År 1988 befordrades han till överste och var chef för Nedre Norrlands värnpliktskontor 1988–1991. Åren 1989 och 1992 studerade han vid Försvarshögskolan. Han befordrades till överste av första graden 1991 samt var artilleriinspektör och chef för Arméns artillericentrum 1991–1994 och chef för Jämtlands fältjägarregemente tillika befälhavare för Jämtlands försvarsområde 1994–1997.